# Jean de Gavre
Jean de Gavre, aussi Jean de Lens ou Jean de Liedekerke, mort à Liedekerke le 20 mars 1439,  est un prélat français du XVe siècle.
Jean de Gavre est évêque de Cambrai de 1412 à 1439 (ou 1436 et 1438).

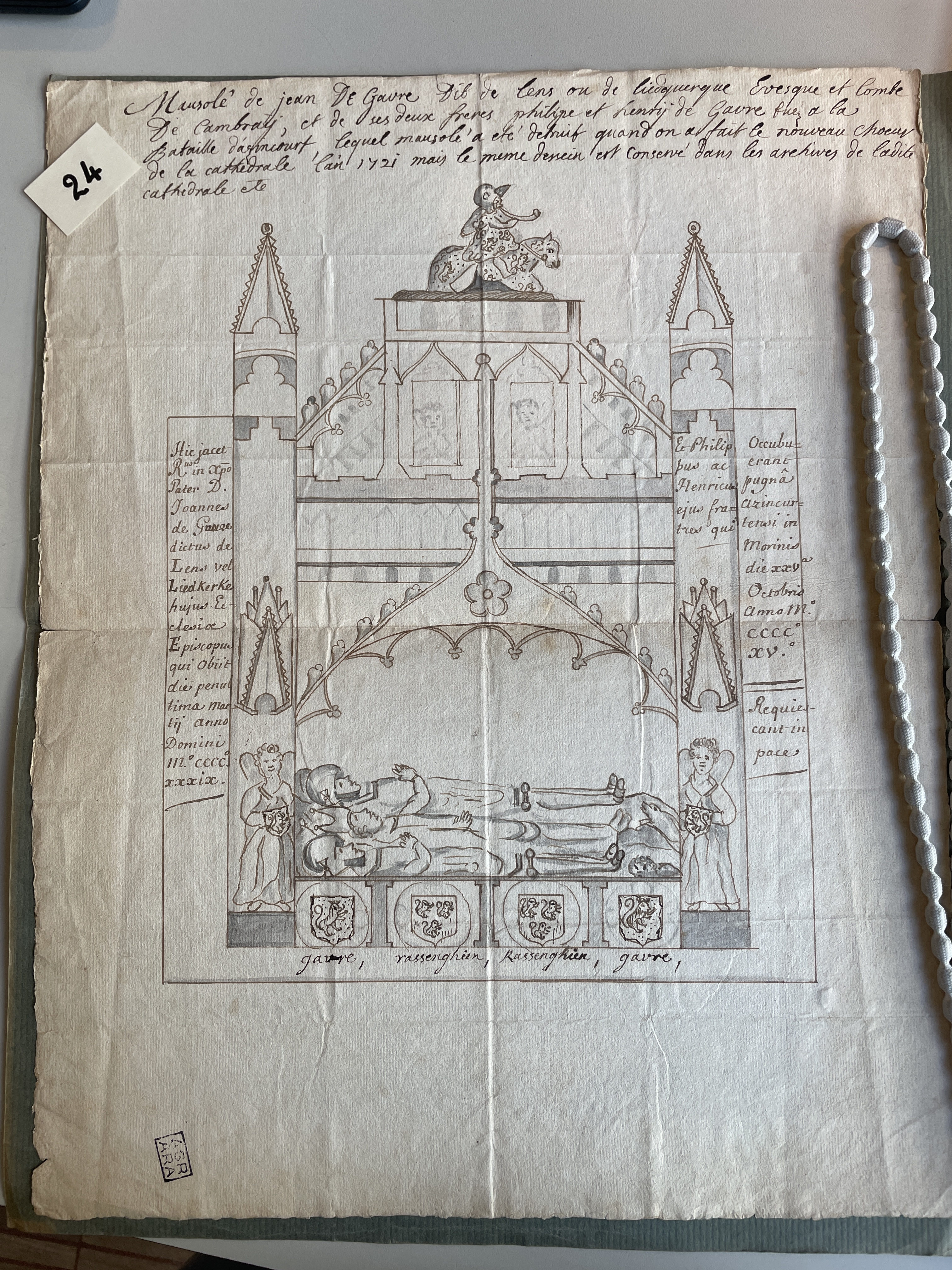
Dessin du mausolée de Jean de Gavre et de ses deux frères Philippe et Henry de Gavre, détruit en 1721 lors des travaux du choeur de la cathédrale de Cambrais. Source : Archives Générales du Royaume de Belgique, cote : 510- T 052 - 9, pièce 24